# Chocholá
Chochola är en ort i Mexiko.   Den ligger i kommunen Chocholá och delstaten Yucatán, i den östra delen av landet, 1 000 km öster om huvudstaden Mexico City. Chochola ligger 12 meter över havet och antalet invånare är 4 244.
Terrängen runt Chochola är mycket platt. Runt Chochola är det tätbefolkat, med 849 invånare per kvadratkilometer. Närmaste större samhälle är Uman, 17,0 km nordost om Chochola. I omgivningarna runt Chochola växer i huvudsak lövfällande lövskog.